# Абкович Рафаель Аврамович
Абкович Рафаель Аврамович (пол. Refaeł Abkowicz; нар. 16 березня 1896, м. Тракай, Литва — пом. 12 вересня 1992, м. Вроцлав, Польща) — останній польский газзан, засновник Вроцлавської кенаси. 

## Біографія
Рафаель Абкович народився в литовському місті Тракай 16 березня 1896 року у сім'ї батька фермера Авраама Шемоеля Абковича, що походив із старої родини караїмських газзанів, та мати Естер Аранович. Рафаель мав брата Юзефа та двох сестер — Ніну та Софію. Після закінчення чотирирічної школи у 1911 році, Рафаель почав працювати в окружній казначейській конторі. Пізніше продовжив навчання та почав вивчати караїмську теологію. Його вчителями були колишні газзани Богуслав Фіркович та Захаріаш Міцкевич. 
У липні 1915 року пішов добровольцем до російської армії, а після закінчення офіцерської школи в Москві в березні 1916 року був челоном Ізборського піхотного полку, в лавах якого брав участь у Першій світовій війні. Очолював роту до 31 грудня 1917 р. Після демобілізації знайшов решту своєї родини у Харкові та, як громадянин Литви, повернувся до Тракая. Там вирішив відродити мідраш, в якому в дитинстві навчався та який на кінець війни був повністю зруйнований. 
У лютому 1919 року Рафаель Аврамович під керівництвом Захаріаша Міцкевича став ріббі, а в червні того ж року був обраний на посаду молодшого газзана. У 1920 році він подав у відставку і до 1925 року працював у бюро. У тому ж році він був обраний радником мера в Тракаї, а в 1925-1927 рр. працював секретарем магістрату. У 1927-1929 роках Рафаель викладав караїмську мову і релігію у Вільнюсі. У 1929-1938 рр. він служив газзаном і викладачем релігії в Луцьку, а в 1938-1946 рр. займав ці посади в Вільнюсі. У 1938 році він став членом Товариства любителів історії та літератури караїмів у Вільнюсі.
Після закінчення Другої світової війни, в березні 1946 року, Рафаель Абкович разом з дружиною і молодшими синами відправився в Польщу та оселився у Вроцлаві. Він організував караїмське самоврядування (пол. Karaimską Gminę Wyznaniową), а в своїй квартирі, що стала єдиною кенасою у повоєнній Польщі, до 1989 року проводив богослужіння. Таким чином, він був єдиним та останнім газзаном у післявоєнній Польщі. Крім цього він працював бухгалтером. Розробив річний караїмський календарь.
Рафаель Абкович помер 12 вересня 1992 у Вроцлаві. Похований на караїмському цвинтарі у Варшаві.  
Його внучка — Маріоля Абкович, є головою Асоціації польських караїмів та редактором журналу «Awazymyz».